# Římskokatolická farnost Čehovice
Římskokatolická farnost Čehovice je územní společenství římských katolíků v rámci prostějovského děkanátu Olomoucké arcidiecéze s farním kostelem svatého Prokopa.

## Historie
První písemná zmínka o obci pochází z roku 1287. Její dominantu tvoří farní kostel svatého Prokopa z let 1788–1789.

## Duchovní správci
Od července 2016 je administrátorem excurrendo P. ThLic. Jan Pachołek, SDS.
Od července 2025 je administrátorem excurrendo P. Mgr. Pavel Barbořák SDS

## Bohoslužby
| Kostel                 | Místo    | Bohoslužba (den) | Hodina | Poznámka     |
| ---------------------- | -------- | ---------------- | ------ | ------------ |
| kostel svatého Prokopa | Čehovice | sobota           | 17:00  | Farní kostel |

## Aktivity farnosti
Ve farnosti se pravidelně pořádá tříkrálová sbírka. V roce 2018 se při ní vybralo 5 110 korun.